# Werner Hirschvogel
Werner Hirschvogel (ur. 13 grudnia 1931 w Bukareszcie, zm. 11 lipca 2014 w Reșicie) – rumuński kierowca wyścigowy.

## Kariera
W sportach motorowych zadebiutował Dacią 1300 w 1978 roku. Uczestniczył w wyścigach płaskich, rajdach i wyścigach górskich, a także w Pucharze Pokoju i Przyjaźni w grupie A2. W 1981 roku został mistrzem Rumunii, ścigając się Alfą Romeo Alfasud. W 1986 roku został uhonorowany rumuńskim odznaczeniem Mistrz Sportu.